# Stoughton (Massachusetts)
Stoughton es un pueblo ubicado en el condado de Norfolk en el estado estadounidense de Massachusetts. En el Censo de 2010 tenía una población de 26.962 habitantes y una densidad poblacional de 632,29 personas por km².

## Geografía
Stoughton se encuentra ubicado en las coordenadas 42°7′8″N 71°6′6″O / 42.11889, -71.10167. Según la Oficina del Censo de los Estados Unidos, Stoughton tiene una superficie total de 42.64 km², de la cual 41.67 km² corresponden a tierra firme y (2.27%) 0.97 km² es agua.

## Demografía
Según el censo de 2010, había 26.962 personas residiendo en Stoughton. La densidad de población era de 632,29 hab./km². De los 26.962 habitantes, Stoughton estaba compuesto por el 80.24% blancos, el 11.07% eran afroamericanos, el 0.17% eran amerindios, el 3.6% eran asiáticos, el 0.01% eran isleños del Pacífico, el 2.34% eran de otras razas y el 2.58% pertenecían a dos o más razas. Del total de la población el 3.25% eran hispanos o latinos de cualquier raza.